# Garra gravelyi
Garra gravelyi är en fiskart som först beskrevs av Annandale, 1919.  Garra gravelyi ingår i släktet Garra och familjen karpfiskar. IUCN kategoriserar arten globalt som nära hotad. Inga underarter finns listade i Catalogue of Life.